# Li Tore

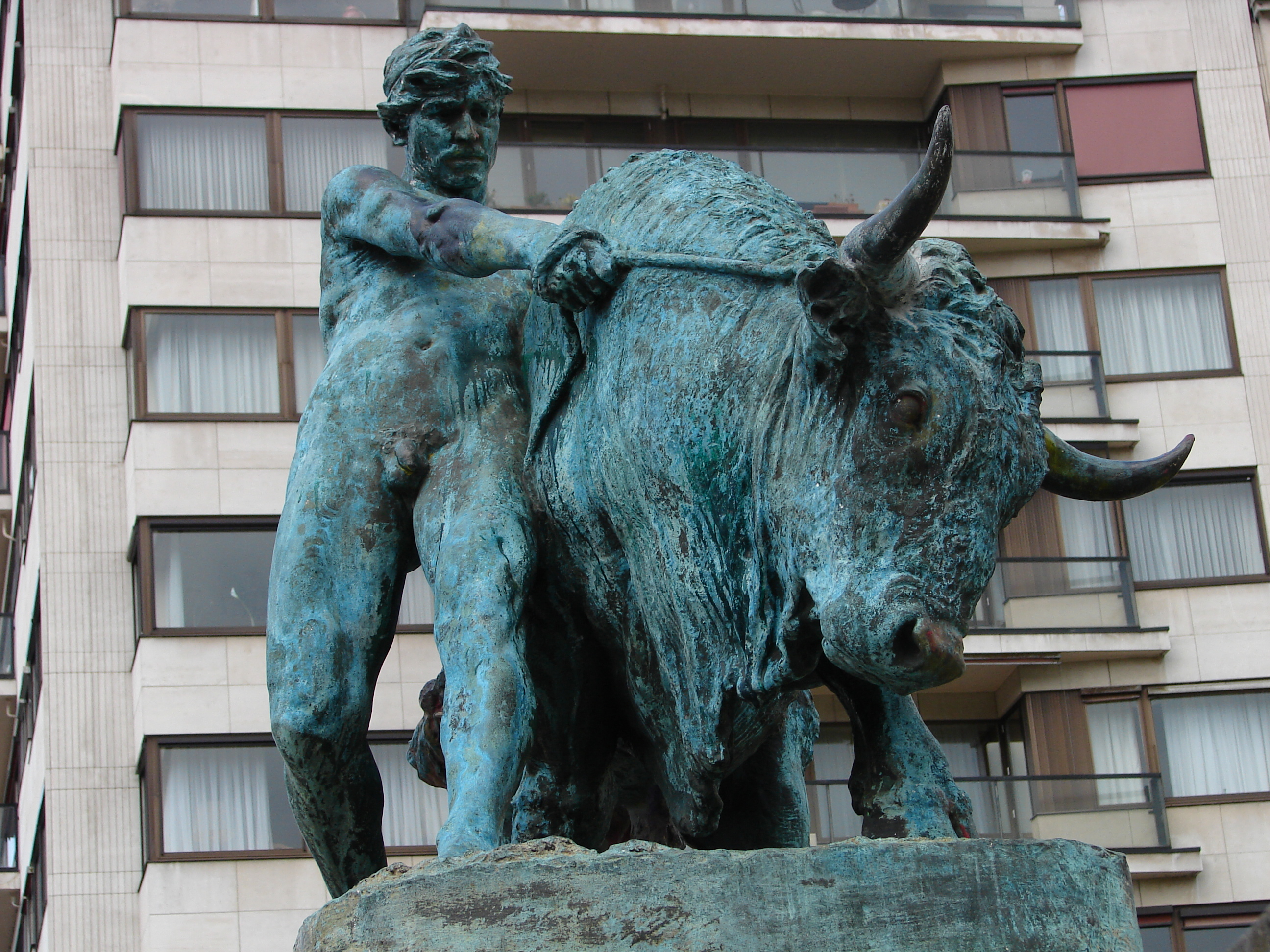
Vue du dompteur

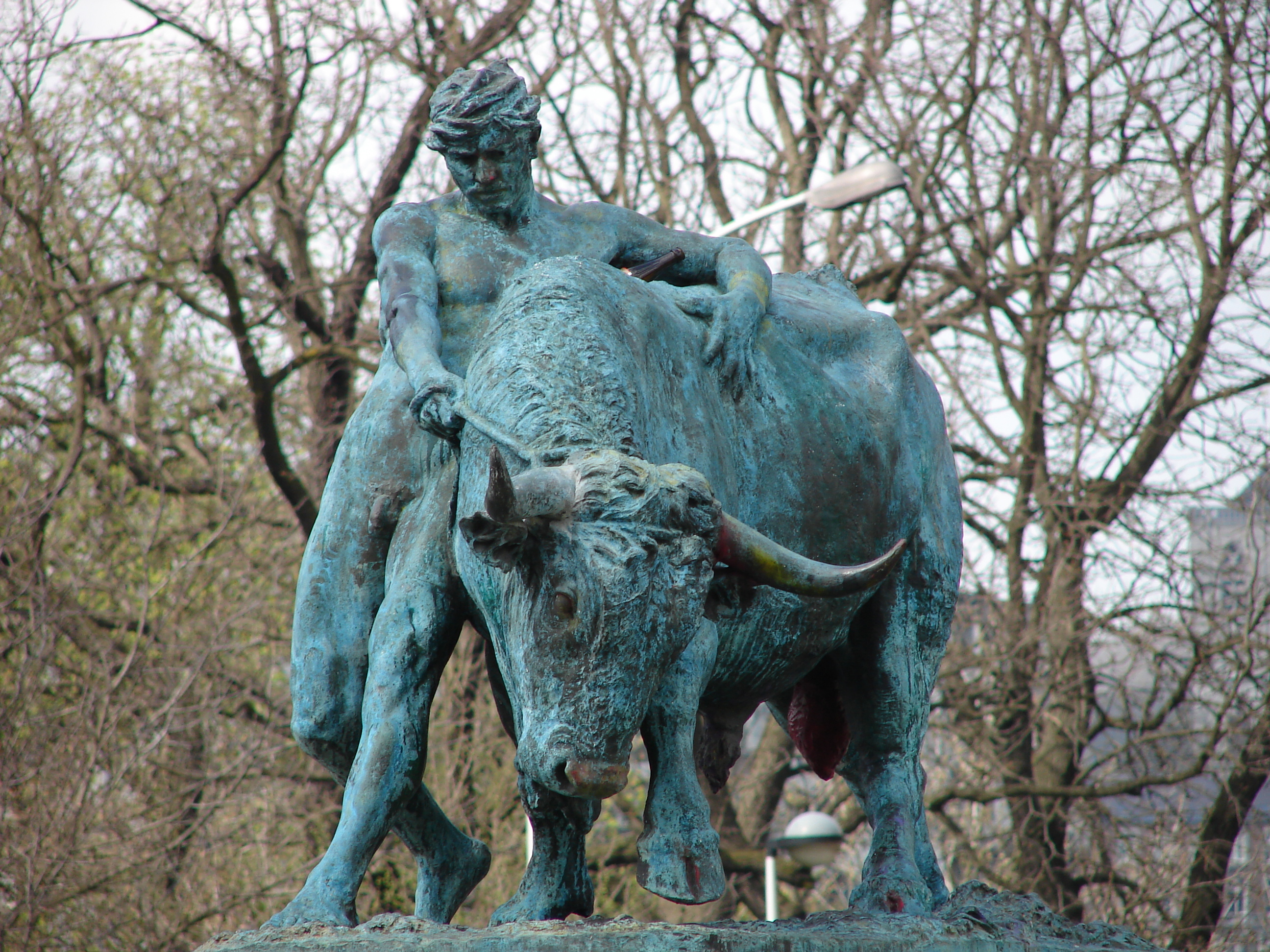
Vue de face

Li Tore (« Le taureau » en wallon liégeois) est l'appellation populaire de la sculpture Le Dompteur de taureau, œuvre du Liégeois Léon Mignon, qui obtint une médaille d'or au salon de Paris de 1880. 
Faisant face et opposition au Bœuf au repos, du même sculpteur, la statue représentant la puissance de la nature sauvage se situe aux Terrasses d'Avroy, au coin du pont Albert Ier et de l'avenue Rogier, en plein centre de Liège.

## Historique

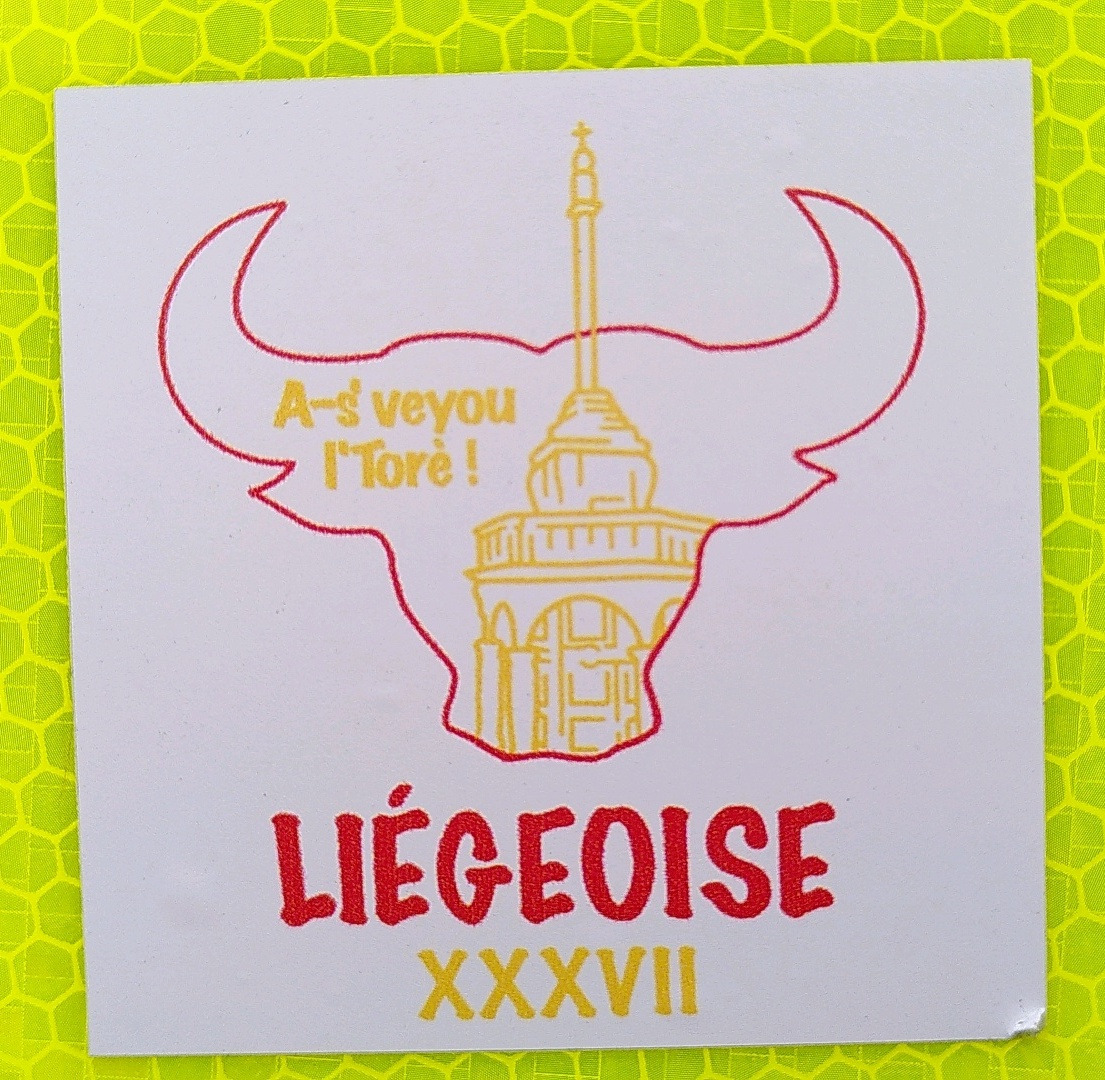
Un autocollant de l'association étudiante Régionale Liégeoise de Namur, utilisant le symbole du Torè et celui du Perron.

L’œuvre, a été réalisée par le liégeois Léon Mignon, elle représente un taureau et son dompteur nu. L’artiste a remporté avec elle la médaille d’or du salon de Paris en 1880. Elle a ensuite été achetée par la Ville de Liège qui l’installe à son emplacement actuel, dit les « Terrasses » le 27 juin 1881.  
Le logo du taureau sert par la suite dans l’identité visuelle de certaines marques du bassin liégeois, notamment la marque de bière Jupiler ou lorsque la ville a été déclarée capitale européenne de la culture en 2015.  C’est un des symboles de la ville avec le Perron.
La nudité de son dompteur provoqua un scandale et les foudres de la presse catholique à son retour à Liège ; divers caleçons et feuilles de vigne lui furent ajoutés. Joseph Demarteau, rédacteur en chef de la Gazette de Liège, s'offusqua de l’œuvre. En réaction, les étudiants laïcs baptisèrent le dompteur du prénom du rédacteur, Joseph.
Depuis lors, les étudiants liégeois ont fait du puissant taureau leur mascotte. Il fut même caché lors de la Seconde Guerre mondiale dans les caves de l'Académie des beaux-arts, afin de ne pas finir dans les fonderie du Reich. Après la guerre, le torè fut symboliquement canonisé  le 12 décembre 1947 par les étudiants, qui instaurèrent à cette occasion le défilé et la tête de la Saint-Torè, ou Saint Taureau, fête traditionnelle se déroulant la troisième semaine du mois de mars.  
Le premier cortège de la St-Torè eut lieu le mercredi 16 Février 1949 et n’eût d’entrée de jeu d’autre ambition que folklorique. Et oui, la bière engloutit nos fondements…
Il est aujourd'hui toujours célébré lors de la Saint-Nicolas des étudiants et de la Saint-Toré Les étudiants repeignent chaque année les testicules (visibles sur l'image du bas) du taureau aux couleurs de la faculté du président de l'AGEL (Association Générale des Étudiants Liégeois) de l'année en cours.
L'intégration du taureau au folklore estudiantin a inspiré plusieurs œuvres du Musée en plein air du campus du Sart-Tilman de l'université de Liège. Avec l'ombre du torê, Vincent Strebell a ainsi travaillé à partir de l'ombre portée sur le trottoir de l'avenue Rogier par le groupe de Mignon pour réaliser une sculpture en béton armé dressée sur la balustrade du boulevard du Rectorat, à l'entrée du domaine, et recouverte d'un enduit doré. Trois petites ébauches de l'œuvre sont installées dans le couloir souterrain qui traverse le boulevard.  Non loin de là, le visiteur ne pourra manquer de voir, sur une butte, un Taureau monumental. Réalisée en madriers de cèdre, c'est une œuvre de Francis André.
C'est également cette statue et ce qu'elle symbolise dans le folklore étudiant qui ont inspiré le nom du journal des étudiants de l'Université de Liège : Le P'tit Torê.
La même statue se trouve au  Zoo de Lubumbashi au Katanga, dont l'université a longtemps été parrainée par celle de Liège.
Ainsi, si le Perron est le symbole de la ville de Liège, Li Tore est le symbole des étudiants liégeois, et on peut le retrouver sur le logo de Liège Basket, club local de Division 1. Il est intéressant de savoir que le RFC Liège a nommé autrefois sa section, aujourd'hui disparue, de hockey sur gazon, Li Torè.